# لوید اسپونر
لوید اسپونر (به انگلیسی: Lloyd Spooner) ورزشکار مرد رشتهٔ ورزش تیراندازی اهل کشور ایالات متحده آمریکا است. وی در بین سال‌های ‎۱۹۲۰ میلادی در مسابقات بازی‌های المپیک تابستانی در مجموع ۷ مدال، شامل ۴ مدال طلا و ۱ نقره و ۲ برنز را کسب کرد.